# كاتدرائية مقديشو
كاتدرائية مقديشو (بالإيطالية: Cattedrale di Mogadiscio) هي كاتدرائية رومانية كاثوليكية كانت في العاصمة الصومالية مقديشو في الفترة ما بين 1928 و1991 ودٌمرت خلال الحرب الأهلية الصومالية، شيدتها السلطات الاستعمارية الإيطالية في عام 1928 وقامت حركة الشباب بتفجيرها عام 2008

## خلفية تاريخية
شيدت السلطات الإيطالية المحتلة للصومال كاتدرائية مقديشو عام 1928. على الطراز القوطي النورماني، مستوحية شكل كاتدرائية تشفالو في صقلية، واستمر بناء الكاتدرائية ما يقرب من ست سنوات، و بُنيت الكاتدرائية في منطقة وسط العاصمة.
أمر حاكم الصومال الإيطالي سيزار ماريا دي فيكي ببناء كاتدرائية مقديشو وجعلها أكبر كاتدرائية في شرق إفريقيا في مسعى لتنصير الشعب الصومالي.
شُيدت الكاتدرائية على الطراز القوطي النورماندي على يد المهندس المعماري أنطونيو فاندوني، ووضع على الواجهة من الجانبين برجان ارتفاع كل منهما 37.50 مترًا، وكانت خطة المبنى عبارة عن صليب لاتيني؛ وقُسم المبنى من الداخل إلى ثلاث بلاطات تفصل بينها دعامات ذات أقواس مدببة. عُهد بالكنيسة إلى المبشرين المعزين، ثم حل محلهم الفرنسيسكان (الإخوة الأصاغر).
في عام 1989 عشية اندلاع الحرب الأهلية في الصومال، قُتل سالفاتوري كولومبو آخر أسقف في مقديشو، على أيدي مسلحين أثناء الاحتفال بالقداس في الكاتدرائية.

## الوضع الراهن

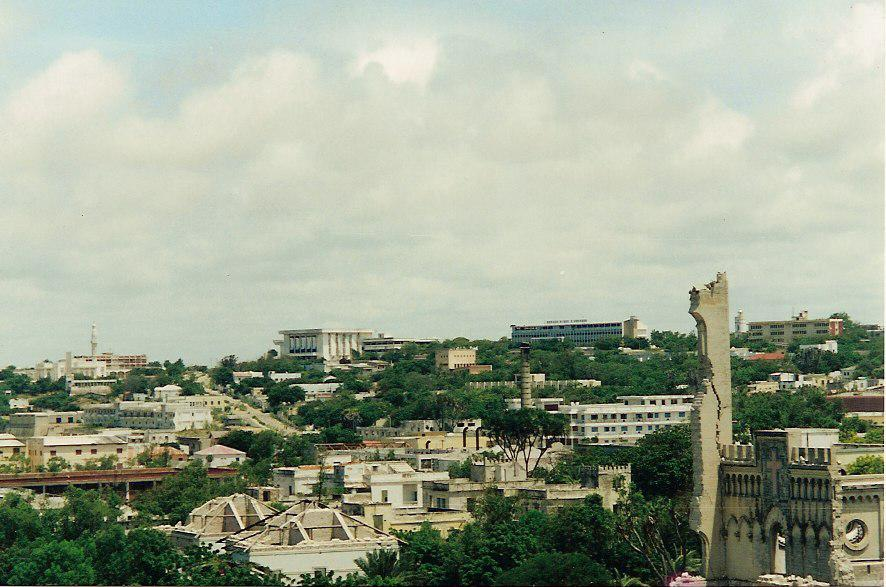
أطلال كاتدرائية مقديشو عام 2011

بعد عام 1991 لم تعد الكاتدرائية تستخدم بانتظام. وتعرضت أواخر عام 2008 للتدمير على يد حركة الشباب.
زار مراسل بي بي سي الموقع لاحقًا في عام 2012 وأفاد بأن بعض النازحين داخليًا قد أقاموا مخيمات على أرض الكاتدرائية، وشرع بعض التجار في عرض بضاعتهم في متاجر أقاموها في المنطقة بعد الاستقرار النسبي للمدينة الذي أعقب طر المتمردين من المدينة، كما ذكر المراسل أنه على الرغم من أن الكاتدرائية تعرضت لأضرار جسيمة من الناحية الهيكلية من خلال تحطم سقفها، إلا أن جدرانها لا تزال منتصبة، وأقواسها الحجرية الأنيقة لا تزال في مكانها.
في أبريل 2013 بعد زيارة تفقدية للموقع أعلنت الأبرشية عن خطط لإعادة بناء الكاتدرائية في المستقبل القريب.

## فهرس
- غويدا دي إيطاليا ديل تورينغ كلوب إيطاليانو. - Possedimenti e Colonie، Milano 1929، p. 757.
- D. Paladini. Omicidio a Mogadiscio - L'ultimo vescovo al crepuscolo della الصومال Paoline Editoriale Libri. روما ، 2006

- صور من الداخل الكاتدرائية
- فيديو عام 2014 أطلال الكاتدرائية